# Cerignola
Cerignola é uma comuna italiana da região da Puglia, província de Foggia, com cerca de 57.150 habitantes. Estende-se por uma área de 593 km², tendo uma densidade populacional de 96 hab/km². Faz fronteira com Ascoli Satriano, Canosa di Puglia (BA), Carapelle, Foggia, Lavello (PZ), Manfredonia, Orta Nova, San Ferdinando di Puglia, Stornara, Stornarella, Trinitapoli, Zapponeta.

## Demografia
| Variação demográfica do município entre 1861 e 2011                               |
|                                                                                   |
| Fonte: Istituto Nazionale di Statistica (ISTAT) - Elaboração gráfica da Wikipedia |